# Love Is In The Air
「Love Is In The Air」（ラブ イズ イン ジ エア）は、AAAの37枚目のシングル。2013年6月26日にavex traxから発売された。

## 概要
- 前作「PARTY IT UP」から約3ヶ月ぶりの発売となる。
- CDとミュージックカードの2種(計10種)が発売される。
  - ジャケットA、B、mu-moショップ限定盤の3形態で発売。
  - ミュージックカードでは、イベント会場限定盤の7種で発売。
- 初回限定封入特典(3形態共通)には、8種中1種のトレーディングカードが封入される。
- ミュージックビデオの監督は武藤眞志であり、撮影場所は長野県の霧ヶ峰高原である。撮影現場には高さ約30メートルのクレーンを使用したロングブランコが設置された[1][2]。
- 大阪、愛知、福岡、神奈川でリリースイベントが行われた。
- カップリング曲「Eighth Wonder」は、『AAA TOUR 2013 Eighth Wonder』のツアー表題名、AAA8枚目のオリジナルアルバム『Eighth Wonder』のアルバム表題名及びタイトルチューン曲でもある。

## 収録内容

### ジャケットA
CD
1. Love Is In The Air [4:34]
(作詞︰MUSOH / Rap詞：Mitsuhiro Hidaka / 作曲：★STAR GUiTAR, MUSOH)
2. Eighth Wonder [4:11]
(作詞：Kenn Kato / Rap詞：Mitsuhiro Hidaka / 作曲：Daisuke Suzuki)
3. Love Is In The Air(Instrumental) [4:34]
4. Eighth Wonder(Instrumental) [4:07]

DVD
1. Love Is In The Air(Music Clip)
2. Love Is In The Air(Music Clip Making)

### ジャケットB
CD
1. Love Is In The Air(4:34)
2. Eighth Wonder(4:11)
3. Special Preview (Memory Lane(浦田×與) - TRAP(宇野×伊藤) - drama(西島×宇野) - Believe(日高×末吉))(7:47)
4. Love Is In The Air(Instrumental)(4:34)
5. Eighth Wonder(Instrumental)(4:07)

### mu-moショップ限定盤
CD
1. Love Is In The Air
2. Eighth Wonder
3. Think about AAA 7th Anniversary〜season 27〜
4. Think about AAA 7th Anniversary〜season 28〜

### イベント会場限定盤
種類は7種(絵柄のメンバーが違い収録曲は全く変わらない)
ミュージックカード
1. Love Is In The Air